# Z65
Z65 är en svensk standardlokomotor, som byggdes i drygt 100 exemplar av Kalmar verkstad. Lokomotorerna användes av SJ inom bantjänsten, för växling och vagnuttagningar och mindre godståg i större delen av landet. Z65 hade ursprungligen motorer av märket Rolls-Royce och Cummins, med något olika effekt och övriga data.  På 1990-talet byggdes femtio av lokomotorerna om och försågs med radiostyrning. Den gamla Rolls-Roycemotorn byttes även ut mot en nyare Scaniamotor. I samband med ombyggnaden fick de littera Z70. Det var Chefskonstruktören Erik Linde vid Kalmar-Nohab i Trollhättan som ansvarade för omkonstruktioner av z65.  Idag används loken främst av mindre bolag samt av Infranord.

## Bildgalleri

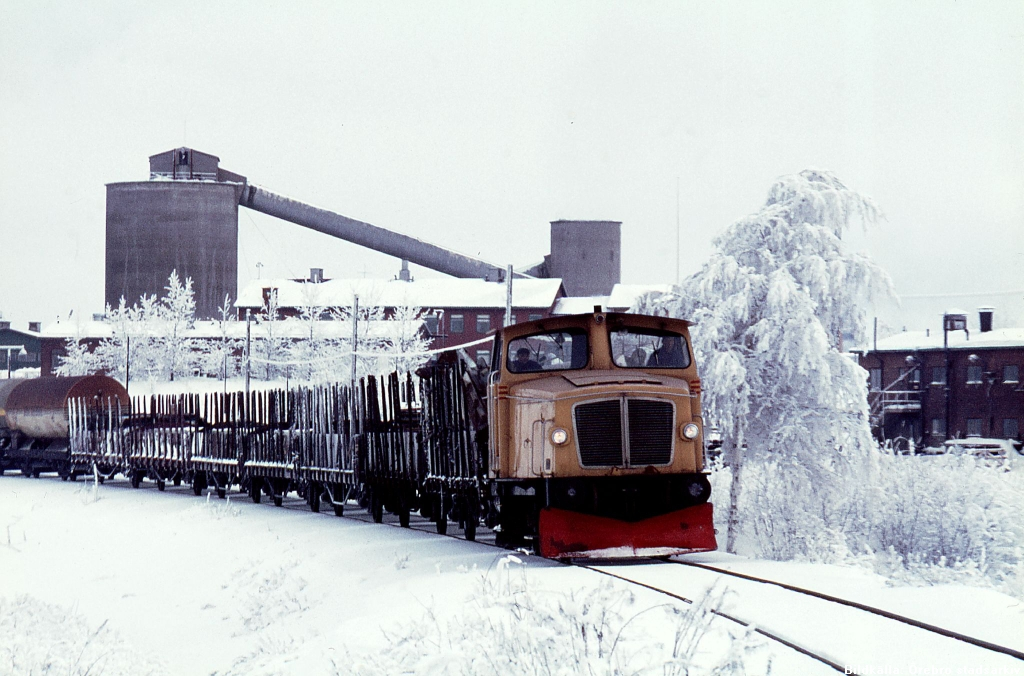
Z65 på Kumla–Yxhults Järnväg vid Yxhult.